# بخش مرکزی شهرستان راز و جرگلان
بخش مرکزی راز و جرگلان یا بخش راز یکی از بخش‌های شهرستان راز و جرگلان در استان خراسان شمالی ایران است. مرکز آن شهر راز (با ۵۷۴۷ نفر) است که مرکز شهرستان نیز هست.
بخشداران این بخش از ابتدای تاسیس 
ریواده، گل حسنی، صداقت ،آیتی و مقیمی نیز از تاریخ ۱۹ آذر ۹۸ به عنوان بخشدار این بخش از سوی استاندار خراسان شمالی معرفی گردیده است.

## تقسیمات کشوری
- بخش مرکزی شهرستان راز و جرگلان
  - دهستان راز
  - دهستان باغلق
  - شهر یکه‌سعود
  - شهر راز

## جمعیت
بنابر سرشماری مرکز آمار ایران، جمعیت بخش مرکزی شهرستان راز و جرگلان یا بخش راز در سال ۱۳۹۰ برابر با ۱۱۲۴۰ نفر در ۲۹۸۷ خانوار بوده است.